# Obanosa
Obanosa, död 1816, var Oba, monark, i Kungariket Benin mellan 1804 och 1816.